# Zaprionus multistriatus
Zaprionus multistriatus är en tvåvingeart som först beskrevs av Oswald Duda 1923.  Zaprionus multistriatus ingår i släktet Zaprionus och familjen daggflugor.
Artens utbredningsområde är Taiwan. Inga underarter finns listade i Catalogue of Life.